# Vidre emmotllat

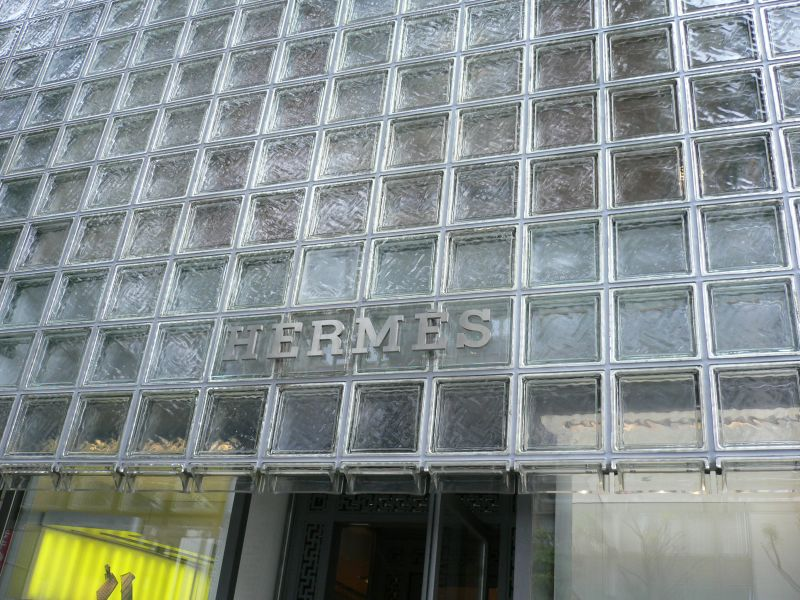
Façana de la botiga Hermès de Renzo Piano, a Tòquio

El vidre emmotllat, pavès (o pavés) de vegades vitrociment és un material utilitzat a la construcció per crear parets o paviments semitransparents, per tal de permetre el pas de la llum, sense comprometre la privadesa.

## Història
El vidre emmotllat neix a principis del segle xx, en estreta relació amb el desenvolupament industrial: donada la seva robustesa, combinada amb la transparència, acabà sent utilitzat sovint per il·luminar magatzems i edificis industrials.
Considerat durant molt de temps un material "pobre", recentment s'ha redescobert per la seva versatilitat, i és àmpliament utilitzat també pels grans noms de l'arquitectura en edificis prominents.

## Estructura
El vidre emmotllat es compon de blocs de vidre units entre si per mitjà de juntes de formigó armat. Els blocs de vidre estan al seu torn compostos per dos panells de vidre premsats entre ells, de manera que creen un cambra d'aire, impermeable i aïllant. El bloc de vidre també pot ser acolorit.